# Chant de Ralliement
Ô Cameroun berceau de nos ancêtres (en anglais : O Cameroon, Cradle of our Forefathers) est l'hymne national du Cameroun.
Créé en 1928, il fut adopté officiellement en 1957, et en 1978 dans sa version anglophone. Les paroles anglophones de l'hymne furent créées en 1961, après la déclaration d'indépendance du Cameroun français mais avant l'accession des territoires anglophones à l'indépendance. Le compositeur est Samuel Minkyo Bamba et l'auteur principal des paroles N'goko sissi qui, lors d'une séance de travail à l'École Normale de Foulassi, fit la synthèse de différentes propositions des élèves. Les paroles furent modifiées en 1970.[réf. nécessaire]

## Origines et histoire
Un article paru dans la Presse du Cameroun, accordait à un certain Ekwalla, de Douala, la paternité de ce chant. Mais aujourd'hui, il est acquis que Samuel Minkyo Bamba est le compositeur de la mélodie et l'auteur principal des paroles René Jam Afane.

### Contexte
En 1928, Foulassi est l’une de stations de la Mission presbytérienne américaine au Cameroun. Cette petite localité abrite une École normale qui forme en trois ans des instituteurs. Cette année là, l’école est dirigée par un pasteur de nationalité française, le révérend Camille Armand Chazeau. Il fut proposé aux élèves de fin de formation un devoir d’instruction civique au titre évocateur : « exprimer leur espoir en l’avenir du Cameroun ».

### Texte de René Jam Afane
Les élèves utilisent la salle d’étude qui est aussi la bibliothèque. En classe le lendemain matin, chacun lit à haute voix son devoir. Les meilleures phrases sont portées sur le tableau noir. Certains élèves qui s’intéressent à la poésie, comme René Jam Afane, le plus doué, fait la synthèse de toutes les phrases et sort finalement des paroles qui sont contenues dans les deux strophes de la version originale de l’hymne national du Cameroun. Il leur donne le titre de « chant de ralliement camerounais ».

### Mélodie de Samuel Minkyo Bamba
Après la lecture de ces paroles devant tous ses camarades de promotion, trois musiciens de la promotion — Michel Nkomo Nanga, Moïse Nyatte Nko’o et Samuel Minkyo Bamba composent séparément la mélodie.
Après deux mois de composition, lors des auditions, la mélodie de Samuel Minkyo Bamba retient l’attention des deux autres musiciens et des camarades de promotion. Samuel Minkyo reçoit la mission d’enseigner cette chanson à ses camarades.

### Adoption comme hymne national à la veille de l’indépendance
Le chant de ralliement, enseigné dans toutes les écoles du Cameroun est adopté par la loi n°57 -47 du 5 novembre 1957 en début de législature de la première assemblée législative du Cameroun (1957-1959) comme hymne national du Cameroun, alors que l’hymne est officieusement utilisé depuis 1948.

## Paroles

### En français
I.

Ô Cameroun, berceau de nos ancêtres, 

Va debout et jaloux de ta liberté. 

Comme un soleil ton drapeau fier doit être 

Un symbole ardent de foi et d'unité. 

Que tous tes enfants du nord au sud, 

de l'est à l'ouest soient tout amour, 

Te servir que ce soit leur seul but, 

Pour remplir leur devoir toujours.

Refrain :

Chère patrie, terre chérie, 

Tu es notre seul et vrai bonheur, 

notre joie et notre vie, 

À toi l'amour et le grand honneur.

II.

Tu es la tombe où dorment nos pères, 

Le jardin que nos aïeux ont cultivé. 

Nous travaillons pour te rendre prospère. 

Un beau jour enfin nous serons arrivés 

De l'Afrique sois fidèle enfant, 

Et progresse toujours en paix, 

Espérant que tes jeunes enfants, 

T'aimeront sans bornes à jamais.

### En anglais
I.

O Cameroon, Thou Cradle of our Fathers,

Holy Shrine where in our midst they now repose,

Their tears and blood and sweat thy soil did water,

On thy hills and valleys once their tillage rose.

Dear Fatherland, thy worth no tongue can tell!

How can we ever pay thy due?

Thy welfare we will win in toil and love and peace,

Will be to thy name ever true!

Refrain :

Land of Promise, land of Glory!

Thou, of life and joy, our only store!

Thine be honour, thine devotion,

And deep endearment, for evermore.

II.

From Shari, from where the Mungo meanders

From along the banks of lowly Boumba Stream,

Muster thy sons in union close around thee,

Mighty as the Buea Mountain be their team;

Instil in them the love of gentle ways,

Regret for errors of the past;

Foster, for Mother Africa, a loyalty

That true shall remain to the last.

### En langues locales
Des versions chantées non officielles existent et sont enseignées dans les écoles des 10 régions et en langues locales. En Medumba, bamiléké, Douala, Bassa, Fufuldé, Bulu, Bafut et en d'autres langues.
En Bamoun

## Paroles avant 1956
I.
O Cameroun, berceau de nos ancêtres,

Autrefois tu vécus dans la barbarie,

Comme un soleil, tu commences à paraitre,

Peu à peu tu sors de ta sauvagerie,

Que tous tes enfants du Nord au Sud,

De l'Est à l'Ouest soient tout amour,

Te servir que ce soit notre seul but,

Pour remplir notre devoir toujours
Refrain :
Chère Patrie, terre chérie,

Tu es notre unique et vrai bonheur.

Notre joie et notre vie

À toi l’amour et le grand honneur.